# Jeu inégale
Jeu inégal (ongelijkmatig spel), ook wel notes inégales (ongelijkmatige noten), is een uitvoeringspraktijk uit de barokmuziek waarin gelijkvormige bewegingen van achtste of zestiende noten niet strak ritmisch gespeeld worden, maar bewust ongelijkmatig. Het is een vorm van agogiek, die suggereert dat een melodische lijn of passage vrijer en meer geïmproviseerd klinkt. Jeu inégal treft men ook aan in dansvormen die niet strak ritmisch zijn, maar soepelheid nodig hebben, zoals de langzamere sarabande's en allemande's.
Jeu inégal komt voornamelijk voor in de Franse barokmuziek vanaf de 16e eeuw. In Duitse en Italiaanse barokmuziek komt jeu inégal ook voor, alleen wordt het daar niet als zodanig benoemd.
Jeu inégal voorkomt dat muziek te mechanisch klinkt, iets wat vooral van belang is op instrumenten die van nature weinig tot geen dynamiek kunnen voortbrengen, zoals orgel of klavecimbel. Maar ook strijkers en blazers kunnen door gebruikmaking van dit element expressie toevoegen aan de uitvoering.
Er is in de authentieke uitvoeringspraktijk een voortdurende discussie of jeu inégal in bijvoorbeeld de muziek van Bach wel gepast is. Bach schijnt het gekend te hebben als stijl, maar niet zeker is of het in zijn composities toegepast mag worden. Wel treft men in de Franse Suites elementen aan die wijzen op uitgeschreven toepassingen van jeu inégal. Hetzelfde geldt voor de muziek van Domenico Scarlatti: ook daarin wordt betwist of het stilistisch gezien mag.
Een andere vorm van jeu inégal dient zich aan wanneer strakke achtste bewegingen anders gegroepeerd worden. De mogelijkheid om tellen te splitsen en de delen te hergroeperen zijn legio. Op deze wijze ontstaan bijvoorbeeld ook gepunteerde ritmes (inegale ritmes), zoals de achtste-punt-zestiende (de hopfiguur) en de zestiende-achtste-punt (de Schotse snap ofwel Lombardisch ritme). De mate van puntering wordt mede bepaald door de stijl en het karakter waarin het stuk geschreven is. Een weke, zwakke puntering geeft een vloeiender uitvoering, terwijl een scherpe overpuntering weer leidt tot strakke hoekige bewegingen.
In moderne muziek en jazz uit de twintigste eeuw komt een andere vorm van ongelijkmatig spel voor: de swing versus straight. De swing baseert zich op een triolen-feel in een normale achtstenbeweging, waarbij de twee eerste trioolnoten dan als een kwart ten opzichte van de laatste achtste klinken, dus in lang-kort-ritme gespeeld kunnen worden.